# Cademario
Cademario is een gemeente en plaats in het Zwitserse kanton Ticino, en maakt deel uit van het district Lugano.
Cademario telt 674 inwoners.